# Rostrypena
Rostrypena là một chi bướm đêm thuộc họ Erebidae.